# Aphelandra wendtii
Aphelandra wendtii är en akantusväxtart som beskrevs av T.F. Daniel. Aphelandra wendtii ingår i släktet Aphelandra och familjen akantusväxter. Inga underarter finns listade i Catalogue of Life.